# Stavba Državnega zbora Republike Slovenije
Stavba Državnega zbora Republike Slovenije je zgradba v Ljubljani, v kateri ima sedež Državni zbor Republike Slovenije. 

## Stavba
Osrednji del zunanjosti stavbe je vhodni portal, ki sega do polovice prvega nadstropja in sloni na petih pilastrih iz pohorskega tonalita; vstop v stavbo s te strani je možen preko štirih dvojnih hrastovih vrat. Portal dopolnjuje večje število plastik, dela kiparjev Karla Putriha in Zdenka Kalina. 
Osrednji del notranjosti zavzema Velika dvorana, kjer potekajo seje Državnega zbora. Na površini 422 m² je 150 sedežev.
V stavbi so še: Preddverje velike dvorane, Balkon, Mala dvorana, Veliki in mali salon, sejne sobe, knjižnica, čitalnica, pisarne za poslance in osebje, kuhinja, ...
Na nasprotni strani Šubičeve ulice je Trg republike. Od leta 1991 je poslopje državnega zbora povezano s sosednjo zgradbo na Tomšičevi ulici. kjer je bil v času SFRJ Centralni komite Zveze komunistov Slovenije.

## Zgodovina
Kvadratasto zgradbo, ki je bila zgrajena med letoma 1954 in 1959, je zasnoval arhitekt Vinko Glanz.
19. maja 2010 so v Ljubljani potekale študentsko-dijaške demonstracije proti vladnemu zakonu o malem delu, ki so se pred stavbo državnega zbora spremenile v izgrede, ko so nekateri demonstranti obmetavali stavbo z različnimi predmeti (prazne steklenice, granitne kocke, stoli, ...), pri čemer je bil kulturno zaščiten portal poškodovan. Samo škoda zaradi razbitega stekla je znašala okoli 27.000 evrov. Manjše poškodbe so prejele bronaste plastike kot površinski kamen, ter vrata in podboji; popolnoma pa je bila uničena bakrena obloga spodnjega dela vrat.
27. avgusta 2011 se je v vhodni portal državnega zbora zaletel osebni avtomobil, ki je močno poškodoval portalno plastiko.

## Galerija
- Varovanje objekta
- Zapis Zdravljice v preddverju Velike dvorane.